# Фан Нолі
Теофа́н (Фан) Стиліа́н Но́лі (алб. Theofan (Fan) Stilian Noli; нар. 6 січня 1882, Фракія — пом. 13 березня 1965, Форт-Лодердейл, Флорида, США) — албанський релігійний та політичний діяч, єпископ, засновник Албанської православної церкви, короткий час обіймав посаду прем'єр-міністра Албанії у 1924 році.

## Біографія

### Ранні роки
Пращури Нолі здавна несли військову службу султану й були поселені в околицях Константинополя, у Фракії. Його дядько, потрапивши у полон до росіян, попросився на богослужіння. На питання, як він, православний, може служити басурманам, відповів: «Релігія — релігією, а професія — професією».
В молодості багато подорожував країнами Середземномор'я, довго жив у Греції та Єгипті, заробляв акторським мистецтвом та як перекладач. Володів 13 іноземними мовами. Переклав албанською Шекспіра, Сервантеса, Омара Хаяма. Уклав стосунки з албанською діаспорою і став палким прихильником албанського націоналістичного руху. У 1906 році переїхав до Бостона.

### Засновник Албанської православної церкви
У зв'язку з тим, що Православна церква в Албанії перебувала під сильним впливом Греції та протистояла національно-визвольному руху, Нолі, разом з групою албанських націоналістів, проголосив створення незалежної Албанської православної церкви й отримав священний сан у знову створеній церкві у 1908 році. Його хіротонія була здійснена російським єпископом, ймовірно Платоном, на території США.

### Міжнародна діяльність
Того ж року Нолі почав навчатись у Гарвардському університеті і здобув освіту 1912 року. Повернувся до Європи, щоб боротись за незалежність Албанії, яку вперше відвідав у 1913 році.
У роки Першої світової війни повернувся до США, очолив албанську діаспору. Завдяки його дипломатичним зусиллям президент Вудро Вільсон підтримав міжнародне визнання незалежної Албанії (проголошено 1912 року), яку 1920 року визнала Ліга Націй.

### Албанський політик
У 1921 році Нолі став депутатом албанського парламенту як представник ліберальної партії «Ватра». Короткий час займав посаду міністра закордонних справ в уряді Кшафера Юпі. Після того, як консерватори вбили ліберального політика Авні Рустемі, Нолі проголосив на його похованні палку промову, що призвела до повстання і втечі консервативного прем'єр-міністра Ахмета Зогу. Хоча влада на короткий час перейшла до іншого консерватора, Шефкета Верладжі, невдовзі той також був змушений тікати. Недовго прем'єром був ліберал Іліас Вріоні, а 17 липня 1924 прем'єром і регентом країни було призначено Нолі.

### Падіння
Незважаючи на спроби реформувати країну, «Програма з 12 пунктів» Нолі була непопулярною, і його уряд впав в результаті перевороту, організованого на Різдво 1924 року групою прибічників Ахмета Зогу. За два тижні Зогу повернувся до Албанії, а Нолі втік до Італії (на батьківщині його було заочно засуджено до смерті).

### Еміграція

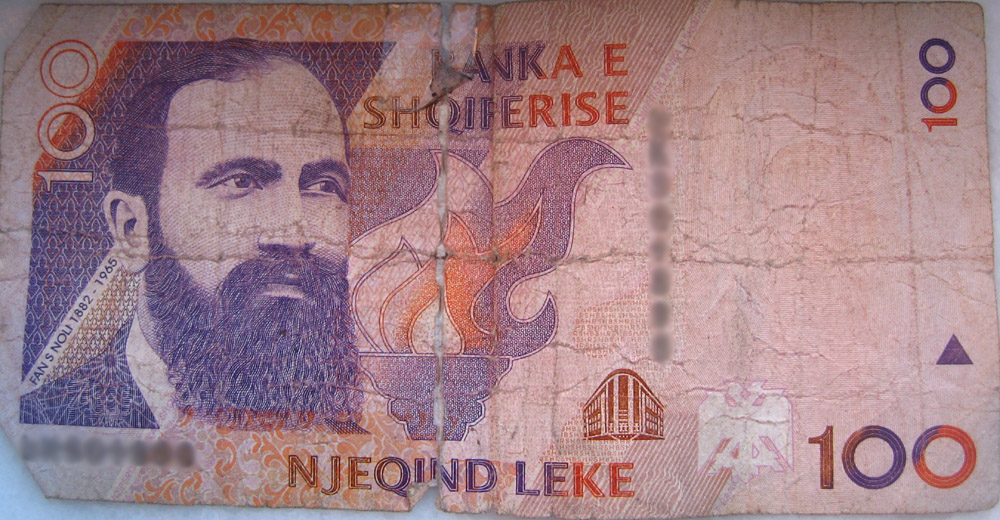

1932 року Нолі переїхав до США і створив республіканську опозицію режиму Зогу, який до того часу проголосив себе королем. Нолі продовжив свою освіту, вивчав і викладав візантійську музику, брав активну участь у діяльності Албанської православної церкви.
Написав книги про Скандербега й Бетховена. Останню високо оцінив Бернард Шоу, сказавши, що в ній помітний «почерк першокласного критика й біографа» .
В еміграції встановив контакти з режимом Енвера Ходжі, що виник в Албанії після Другої світової війни, переконав американський уряд визнати новий режим. Однак на пропозицію комуністичного уряду повернутись відмовив, пославшись на зайнятість справами своєї єпархії.
Помер 1965 року у Флориді.